# النظام البيئي للمياه العذبة

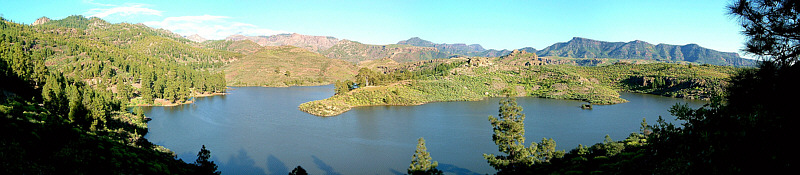
صورة تمثل النظام البيئي للمياه العذبة.

النظم البيئية للمياه العذبة (بالإنجليزية: Freshwater ecosystem) هي مجموعة فرعية من النظم البيئية المائية للأرض. تشمل البحيرات، والبرك، والأنهار، والجداول، والينابيع، والمستنقعات، والأراضي الرطبة. يمكن مقارنتها بالنظم البيئية البحرية، التي تحتوي على نسبة ملح أكبر. يمكن تصنيف موائل المياه العذبة حسب عوامل مختلفة، بما في ذلك درجة الحرارة واختراق الضوء والمغذيات والغطاء النباتي.

## تصنيفه
يمكن تصنيف النظام البيئي للمياه العذبة إلى:
- أنظمة بيئية جارية
- أنظمة بيئية راكدة

## علم البحيرات وعلم أحياء المياه العذبة
علم المياه العذبة وعلم أحياء المياه العذبة هي دراسات حول النظم البيئية للمياه العذبة، وهي جزء من علم الأحياء المائي .

## وصلات خارجية
- Freshwater Biology Journal homepage